# Mistrzostwa Świata w Narciarstwie Szybkim 2024
Mistrzostwa Świata w Narciarstwie Szybkim 2024 odbyły się w dniach 19–24 marca 2024 r. we francuskim Vars (po raz 9. w historii). Rozegrano dwie konkurencje: zjazd kobiet i mężczyzn w kategorii S1 (Speed One) oraz zjazd juniorek i juniorów w kategorii S2J (Speed Two Junior).

## S1 (Speed One)
| Pozycja | Zawodnik             | Reprezentacja | Prędkość (km/h) |
| ------- | -------------------- | ------------- | --------------- |
| 1.      | Simon Billy          | Francja       | 231,43          |
| 2.      | Radim Palán          | Czechy        | 230,57          |
| 3.      | Manuel Kramer        | Austria       | 229,28          |
| 4.      | Klaus Schrottshammer | Austria       | 228,44          |
| 5.      | Tawny Wagstaff       | Nowa Zelandia | 227,80          |
| 6.      | Bastien Montès       | Francja       | 227,58          |
| 7.      | Rok Perko            | Słowenia      | 226,10          |
| 8.      | Olof Abrahamsson     | Szwecja       | 225,98          |
| 9.      | Marc Amann           | Niemcy        | 224,87          |
| 10.     | Michal Bekeš         | Słowacja      | 224,52          |

| Pozycja | Zawodniczka             | Reprezentacja | Prędkość (km/h) |
| ------- | ----------------------- | ------------- | --------------- |
| 1.      | Valentina Greggio       | Włochy        | 226,42          |
| 2.      | Cléa Martinez           | Francja       | 222,23          |
| 3.      | Mathilda Persson        | Szwecja       | 217,49          |
| 4.      | Agnes Abrahamsson       | Szwecja       | 216,13          |
| 5.      | Marta Visa Carol        | Hiszpania     | 214,61          |
| 6.      | Cornelia Thun Sandström | Szwecja       | 213,32          |
| 7.      | Seraina Murk            | Szwajcaria    | 211,42          |
| 8.      | Maëlle Loridon          | Francja       | 207,72          |
| 9.      | Sylvie Hudečková        | Czechy        | 188,49          |
| 10.     | Josefiia Heikkilä       | Finlandia     | 185,51          |

## S2J (Speed Two Junior)
| Pozycja | Zawodnik             | Reprezentacja | Prędkość (km/h) |
| ------- | -------------------- | ------------- | --------------- |
| 1.      | Victor Persson       | Szwecja       | 174,06          |
| 2.      | Matias Labit         | Francja       | 169,44          |
| 3.      | Alexis Fourquet      | Francja       | 169,24          |
| 4.      | Elia Brizio          | Włochy        | 168,72          |
| 5.      | Brendan Saint Germes | Francja       | 162,23          |

| Pozycja | Zawodniczka          | Reprezentacja | Prędkość (km/h) |
| ------- | -------------------- | ------------- | --------------- |
| 1.      | Maréva Cau-Lapique   | Francja       | 166,41          |
| 2.      | Siri Kling Andersson | Szwecja       | 165,73          |
| 3.      | Amanda Ribbegårdh    | Szwecja       | 165,06          |
| DNS     | Pauline Sabatut      | Francja       | —               |

## Klasyfikacja medalowa
| Miejsce | Państwo | złoto | srebro | brąz | Razem |
| ------- | ------- | ----- | ------ | ---- | ----- |
| 1.      | Francja | 2     | 2      | 1    | 5     |
| 2.      | Szwecja | 1     | 1      | 2    | 4     |
| 3.      | Włochy  | 1     | 0      | 0    | 1     |
| 4.      | Czechy  | 0     | 1      | 0    | 1     |
| 5.      | Austria | 0     | 0      | 1    | 1     |